# Benyapa Jeenprasom
Benyapa Jeenprasom (tiếng Thái: เบญญาภา จีนประสม; sinh ngày 4 tháng 6 năm 2002), còn có nghệ danh là View (วิว), là một nữ diễn viên, người mẫu người Thái Lan.    

## Đời tư
View sinh ngày 4 tháng 6 năm 2002 
View tốt nghiệp trung học tại Trường Samut Prakan Satri  sau đó học Truyền thông & Kỹ thuật số chuyên ngành diễn xuất và đạo diễn tại Trường Đại học Srinakharinwirot.
Năm 2017, View tham gia cuộc thi Hoa hậu Teen Thái Lan đạt vị trí Á hậu 2  và trở thành diễn viên trong GMMTV  và đã tham gia diễn xuất trong loạt phim truyền hình "Blacklist", phát sóng năm 2019.

## Danh sách phim

### Phim truyền hình
| Năm  | Tựa đề                             | Vai        | Vai trò   | Đài    | Ghi chú |
| ---- | ---------------------------------- | ---------- | --------- | ------ | ------- |
| 2019 | Blacklist                          | Carrot     | Nữ phụ    | GMM 25 | [ 6 ]   |
| 2020 | 2gether                            | Noomnim    | Nữ phụ    | GMM 25 | [ 7 ]   |
| 2020 | The Shipper                        | Phingphing | Nữ chính  | GMM 25 | [ 8 ]   |
| 2021 | Never Too Late                     | Jarunee    | Nữ chính  | GMM 25 | [ 9 ]   |
| 2022 | Star & Sky Series: Star in My Mind | Georgia    | Nữ phụ    | GMM 25 | [ 8 ]   |
| 2022 | Good Old Days                      | Ink        | Khách mời | GMM 25 | [ 8 ]   |
| 2022 | 10 Years Ticket                    | Lukso      | Nữ chính  | GMM 25 | [ 2 ]   |
| 2022 | The Three GentleBros               | Namwa      | Nữ phụ    | GMM 25 | [ 3 ]   |
| 2023 | Moonlight Chicken                  | Praew      | Nữ phụ    | GMM 25 | [ 10 ]  |
| 2023 | Midnight Museum                    | Anne       | Khách mời | GMM 25 | [ 11 ]  |
| 2023 | Home School                        | Fuji       | Nữ chính  | GMM 25 | [ 12 ]  |
| 2023 | The Jungle                         | Kaewta     | Nữ phụ    | GMM 25 | [ 13 ]  |
| 2023 | Dangerous Romance                  | Pimfa      | Nữ phụ    | GMM 25 | [ 14 ]  |
| 2024 | 23.5 độ nghiêng trái đất           | Aylin      | Nữ phụ    | GMM 25 | [ 15 ]  |
| 2024 | The Trainee                        | Pie        | Nữ phụ    | GMM 25 | [ 16 ]  |
| 2024 | High School Frenemy                | Eva        | Nữ phụ    | GMM 25 | [ 17 ]  |
| 2025 | Sweet Tooth, Good Dentist          | Yada       | Nữ phụ    | GMM 25 | [ 18 ]  |
| 2025 | Us The Series                      | Oat        | Nữ phụ    | GMM 25 | [ 19 ]  |
| TBA  | Girl Rules                         | Min        | Nữ chính  | GMM 25 | [ 20 ]  |

### Phim điện ảnh
| Năm  | Tựa                | Vai     | Tham khảo |
| ---- | ------------------ | ------- | --------- |
| 2021 | 2gether: The Movie | Noomnim | [ 21 ]    |
| 2023 | My Precious        | Ja-Oh   | [ 2 ]     |

### Tivi show
| Năm  | Tựa đề         | Đài     | Ghi chú      | Vai trò   |
| ---- | -------------- | ------- | ------------ | --------- |
| 2020 | ลั่น Shutter     | YouTube | Tập 6        | Khách mời |
| 2020 | เสือคู่           | YouTube | Tập 7        | Khách mời |
| 2022 | School Rangers | YouTube | Tập 204, 205 | Khách mời |
| 2022 | เมาท์วันละนิด     | YouTube | Tập 20       | Khách mời |
| 2023 | Arm Share      | YouTube | Tập 117      | Khách mời |

### Video âm nhạc
| Năm  | Bài hát   | Nghệ sĩ             | Tham khảo |
| ---- | --------- | ------------------- | --------- |
| 2019 | "SKY"     | Perawat Sangpotirat | [ 2 ]     |
| 2024 | "YES MAN" | DICE                |           |

## Buổi biểu diễn trực tiếp

### Concert
| Năm  | Thời gian          | Tên                        | Quốc gia / Khu vực | Địa điểm           | Ghi chú         |
| ---- | ------------------ | -------------------------- | ------------------ | ------------------ | --------------- |
| 2023 | Ngày 20 tháng 5    | Beluca Fourtiverse Concert | Thái Lan           | Royal Paragon Hall | Người biểu diễn |
| 2025 | Ngày 28-29 tháng 6 | Blush Blossom Fan Fest     | Thái Lan           | Union Hall         | -               |

### Fan meeting
| Năm  | Thời gian       | Tên                                     | Quốc gia / Khu vực | Địa điểm                                                    |
| ---- | --------------- | --------------------------------------- | ------------------ | ----------------------------------------------------------- |
| 2023 | Ngày 8 tháng 2  | Opening Night Moonlight Chicken         | Thái Lan           | Ballroom Hall 1-2, Queen Sirikit National Convention Center |
| 2023 | Ngày 2 tháng 3  | Moonlight Chicken Final EP. Fan Meeting | Thái Lan           | True Icon Hall, 7th floor, Iconsiam                         |
| 2023 | Ngày 3 tháng 11 | Dangerous Romance Final EP. Fan Meeting | Thái Lan           | Ultra Arena Show DC 6/F                                     |
| 2024 | Ngày 24 tháng 5 | 23.5 Lovtitude Final EP. Fan Meeting    | Thái Lan           | Siam Pavalai Royal Grand Theatre                            |
| 2024 | Ngày 15 tháng 9 | The Trainee Final Ep. Fan Meeting       | Thái Lan           | Siam Pavalai Royal Grand Theatre                            |
| 2025 | Ngày 5 tháng 4  | Us Final EP. Fan Meeting                | Thái Lan           | Siam Pavalai Royal Grand Theatre                            |

### Các buổi biểu diễn khác
| Năm  | Thời gian        | Tên              | Quốc gia / Khu vực | Địa điểm     |
| ---- | ---------------- | ---------------- | ------------------ | ------------ |
| 2023 | Ngày 23 tháng 12 | GMMTV Starlympic | Thái Lan           | IMPACT Arena |
| 2024 | Ngày 21 tháng 12 | GMMTV Starlympic | Thái Lan           | IMPACT Arena |

## Giải thưởng và đề cử
| Năm  | Giải thưởng        | Hạng mục                         | Đề cử       | Kết quả | Tham khảo |
| ---- | ------------------ | -------------------------------- | ----------- | ------- | --------- |
| 2024 | Y Entertain Awards | Y Star on Spot Light of the Year | The Trainee | Đề cử   | -         |